# Andreï Eberhardt
Pour les articles homonymes, voir Eberhardt.
Andreï Eberhardt (en russe : Андрей Августович Эбергард, ISO 9 : Andrej Avgustovič Èbergard), né en 1856, décédé en 1919, est un admiral de la Marine impériale de Russie qui fut chef de l'état-major général de la flotte russe (1910) et commandant en chef de la Flotte de la mer Noire (1911).

## Biographie
C'est en 1878 qu'il termine ses études au corps des cadets de la Marine. En 1882-1884, il est dans la flotte de l'océan Pacifique, commandée par le kontr-admiral Kopytov, puis il est aide-de-camp de l'amiral Chestakov au ministère de la Marine, à partir de 1886. En 1891, il est nommé officier de signalisation de l'état-major du chef de l'escadre du Pacifique, le vitse-admiral Tyrtov. Il sert entre 1894 et 1896 comme attaché de marine à Constantinople.
Eberhardt poursuit sa carrière en mer Noire, d'abord à bord de la canonnière Donets (1896-1897), puis du cuirassé Catherine II (1897-1898) et du cuirassé Tchesma.
il est transféré à la flotte d'Extrême-Orient en 1898, où il commande la canonnière Mandjour (Mandchourie en russe) de 1899 à 1901. Il a l'occasion de commander temporairement le croiseur cuirassé Amiral Nakhimov pendant la révolte des Boxers de 1900.
Eberhardt est nommé capitaine de premier rang, le 6 décembre 1902, et quelques jours plus tard, le 1er janvier 1903, capitaine de flotte à l'état-major de l'escadre de l'Océan Pacifique. Puis la guerre russo-japonaise éclate.
Il est nommé le 23 avril 1904 comme chef en fonction de l'état-major naval de l'amiral Alexeïev, alors qu'il commande depuis le 12 avril le cuirassé Tsarévitch. Il ne peut assumer cette fonction, car il part de la forteresse avec l'amiral Alexeïev, le 22 avril. Il commande également par la suite le cuirassé Empereur Alexandre II et le Panteleïmon (1906). Il est élevé au grade de kontr-admiral en 1907.
En 1908, il est nommé  chef de l'état-major de la marine impériale de Russie et en 1911, commandant en chef de la Flotte de la mer Noire. Il est nommé vitse-admiral en 1909.

### Première Guerre mondiale
Lors de la déclaration de la Première Guerre mondiale, malgré son tempérament d'attaquant, il adopte une tactique défensive. Il établit le blocus naval de Zonguldak, malgré des navires techniquement dépassés, afin de priver la flotte germano-turque de charbon. En attendant le renouvellement de la flotte prévue pour l'année 1915, il fait disposer des mines autour des ports russes sur la mer Noire. Il débute alors de nouvelles actions offensives contre les positions turques dans le Bosphore en sapant les intérêts ottomans sur les côtes d'Anatolie.
Limogé en 1916 par Nicolas II, Andreï Eberhardt est remplacé par l'amiral Koltchak en juillet 1916. La même année, il quitte l'armée et siège comme membre du Conseil d'État.

### Révolution russe
Lors de la Révolution russe, il est arrêté et emprisonné puis libéré peu de temps après. Il décède en 1919 à Petrograd.

## Sources
- (en) Cet article est partiellement ou en totalité issu de l’article de Wikipédia en anglais intitulé « Andrei Eberhardt » (voir la liste des auteurs).

- (ru) Cet article est partiellement ou en totalité issu de l’article de Wikipédia en russe intitulé « Eberhardt, Andreï Avgoustovitch » (voir la liste des auteurs).